# فرانك يوربان
فرانك يوربان (بالإنجليزية: Frank Urban)‏ هو سياسي أمريكي، ولد في 24 مايو 1930، وتوفي في 25 أكتوبر 2008. انتخب عضو جمعية ولاية ويسكونسن.